# ایلوش خوشابه
ایلوش خوشابه (۱۳۱۱ خورشیدی – ۲۹ فروردین ۱۳۹۱) یک هنرپیشه و ورزشکار ایرانی بود. او در اروپا به ریچارد لوید (به انگلیسی: Richard Lloyd) معروف بود.

## زندگی‌نامه و فعالیت هنری
ایلوش در سال ۱۳۱۱ در شهر ارومیه به دنیا آمد از کودکی علاقه وافری به ورزش داشت. به همین دلیل، در زمینه پرورش اندام شروع به فعالیت نموده و در سال ۱۳۲۵ ضمن شرکت در مسابقه زیبایی اندام قهرمان کشور شد و یکسال بعد نیز در رقابت‌های «قهرمانِ قهرمانان پرورش اندام» مقام اول را کسب کرد. او در باشگاه «ببر» در خیابان امیریه ورزش می‌کرد و شغل اصلی‌اش «تراشکاری» بود.
وی به پیشنهاد صابر رهبر و وساطت دلکش راضی شد تا وارد حرفهٔ بازیگری شده و نخستین بار در سال ۱۳۳۳ خورشیدی، در فیلم امیر ارسلان نامدار در نقش امیر ارسلان ظاهر شود. ساخت این فیلم یک سال و اندی به طول انجامید و در سال ۱۳۳۴ به اکران عمومی درآمد. پس از آن در فیلم‌های قزل ارسلان و بیژن و منیژه هم هنرنمایی کرد.
پس از اتمام کار بازی در فیلم اخیر ایلوش سفری به آمریکا نمود و در این کشور توانست عنوان قهرمان زیبایی اندام و کشتی حرفه‌ای شهرهای لس آنجلس و ساکرامنتو را بدست آورد. در بازگشت از آمریکا در فیلم دندان افعی بازی کرد در سال ۱۳۴۰ از طرف «استودیو یولو فیلم» جهت شرکت در فیلم ولکان، پسر ژوپیتر (امیمو سالوی)به ایتالیا دعوت شد.
از آن تاریخ کار خود را در کشور ایتالیا ادامه داد و در این مدت در چند فیلم از جمله هفت‌خوان علی‌بابا، هرکول، سامسون و اولیس، برادران شکست‌ناپذیر ماچیسته و دو تپانچه مگنوم ۳۸ برای شهری از اشرار ایفای نقش کرد و از این راه شهرت و محبوبیت بین‌المللی نصیب وی گردید. وی در سال ۱۹۶۱ میلادی برندهٔ «بال طلا» ی جشنوارهٔ بین‌المللی «کیانژانو ترمینه» شد.
ایلوش در سال ۱۳۴۵ طبق دعوتی که از وی به عمل آمده بود برای شرکت در فیلم «حسین کرد» برای مدت دو ماه به ایران آمد و پس از اتمام کار این فیلم مجدداً به ایتالیا برگشت و طی این مدت موفق به تحصیل در رشتهٔ «مهندسی مکانیک» در «آکادمی رم» شد. وی پس از مدتی فعالیت هنری در ایتالیا، از اوایل تابستان ۱۳۶۹ خورشیدی به تهران برگشت و در کنار خانواده خود زندگی کرد.

## درگذشت
ایلوش مدت‌ها بود از بیماری ریوی و کلیوی رنج می‌برد، بعد از یک هفته بستری بودن در بخش مراقبت‌های ویژه بیمارستان دی تهران سر انجام در روز سه شنبه ۲۹ فروردین ۱۳۹۱ در ۸۰ سالگی درگذشت.

## گزیدهٔ آثار

### فیلم‌های ایرانی
| عنوان فیلم         | سال تولید | کارگردان         | ژانر | نقش |
| ------------------ | --------- | ---------------- | ---- | --- |
| امیر ارسلان نامدار | ۱۳۳۴      | شاپور یاسمی      |      |     |
| قزل ارسلان         | ۱۳۳۶      | شاپور یاسمی      |      |     |
| بیژن و منیژه       | ۱۳۳۷      | منوچهر زمانی     |      |     |
| دندان افعی         | ۱۳۴۰      | اسماعیل کوشان    |      |     |
| حسین کرد           | ۱۳۴۵      | اسماعیل کوشان    |      |     |
| از جان گذشتگان     | ۱۳۴۶      | ژوزف واعظیان     |      |     |
| خطاکاران           | ۱۳۴۷      | فاروق عجرمه      |      |     |
| کشتی نوح           | ۱۳۴۷      | خسرو پرویزی      |      |     |
| غول بیابانی        | ۱۳۴۸      | عزیزالله رفیعی   |      |     |
| پهلوان پهلوانان    | ۱۳۴۸      | ابراهیم باقری    |      |     |
| احمد چکمه‌ای        | ۱۳۵۰      | نادر احمدی قانع  |      |     |
| عباسه و جعفر برمکی | ۱۳۵۱      | امیر شروان       |      |     |
| آخرین نبرد         | ۱۳۵۱      | صمد صباحی        |      |     |
| جنگجویان کوچولو    | ۱۳۵۲      | اسماعیل کوشان    |      |     |
| افعی               | ۱۳۷۱      | محمدرضا اعلامی   |      |     |
| یاران              | ۱۳۷۲      | ناصر مهدی‌پور     |      |     |
| تعقیب              | ۱۳۷۴      | علی عبدالعلی‌زاده |      |     |
| گارد ویژه          | ۱۳۷۴      | پرویز صبری       |      |     |

### فیلم‌های خارجی
| عنوان فیلم                            | سال تولید | کارگردان         | ژانر                     | نقش              |
| ------------------------------------- | --------- | ---------------- | ------------------------ | ---------------- |
| ولکان، پسر ژوپیتر                     | ۱۹۶۲      | امیمو سالوی      | اکشن، درام، فانتزی، جنگی | وولکان           |
| هفت‌خوان علی‌بابا                       | ۱۹۶۳      | امیمو سالوی      | ماجراجویی                | علی بابا         |
| برادران شکست‌ناپذیر ماچیسته            | ۱۹۶۴      | روبرتو موری      | ماجراجویی، حماسی         | ماچیستهٔ بزرگ     |
| هرکول، سامسون و اولیس                 | ۱۹۶۴      | پیترو فرانچیشی   | حماسی                    | سامسون           |
| دو تپانچه مگنوم ۳۸ برای شهری از اشرار | ۱۹۷۵      | ماریو پینتسائوتی | اکشن، جنایی              | جانکارلو پروئیتی |
| مشت، دلار و اسفناج                    | ۱۹۷۸      | امیمو سالوی      |                          |                  |
| سکس و لذت                             | ۱۹۸۲      | دینو ریسی        | کمدی                     |                  |

سایر فیلم‌های خارجی او عبارتند از: «دشت خونین» (وسترن)، «جنگ الجزایر» (اسپانیایی)، «واگاوند» (اسپانیایی-ایتالیایی)، یک فیلم برای کمپانی پیتروفیلم لبنان و یک فیلم برای کمپانی بعلبک‌فیلم اردن.

### تلویزیون
| عنوان فیلم | سال تولید | سازنده                     | ژانر             | توضیح                              |
| ---------- | --------- | -------------------------- | ---------------- | ---------------------------------- |
| من جاسوسم  | ۱۹۶۸–۱۹۶۵ | مورتون فاین، دیوید فریدکین | جاسوسی-ماجراجویی | به همراه بیل کازبی در نقش آل کاپون |